# İsmail Dinler
İsmail Dinler (* 3. März 1984 in Menemen) ist ein türkischer ehemaliger Fußballspieler.

## Karriere
Dinler begann mit dem Vereinsfußball in der Jugend von Menemen Belediyespor und spielte dann als Amateurspieler für diesen Verein. 2005 wechselte er zum Amateurverein Kemalpaşa Belediye Ulucak SK und war hier ein Jahr aktiv. 2006 wechselte er als Profispieler zum damaligen Viertligisten Altınordu Izmir und spielte hier die nächsten eineinhalb Jahre. Zum Frühjahr 2008 ging er zum Drittligisten und spielte für diesen Verein bis zum Sommer.
Zum Sommer 2008 heuerte er beim Drittligisten Şanlıurfaspor an und war blieb hier zwei Spielzeiten lang. Die Rückrunde der Spielzeit 2008/09 wurde er an seinen alten Verein Turgutluspor ausgeliehen.
Nach dem Auslaufen seines Vertrages mit Şanlıurfaspor zum Sommer 2010 verließ er diesen Verein und wechselte zum Zweitligisten Tavşanlı Linyitspor. Hier erfüllte er ebenfalls seinen Zweijahresvertrag und wechselte innerhalb der Liga zum Süper-Lig-Absteiger Manisaspor. Manisaspor verließ er bereits nach einer Saison und heuerte beim Aufsteiger Balıkesirspor an.
Im Sommer 2014 wechselte Dinler zum Zweitligisten Giresunspor. Bereits nach einer Spielzeit log Dinler zum Ligarivalen Kardemir Karabükspor weiter. Auch mit diesem Verein erreichte er durch die Vizemeisterschaft den Aufstieg in die Süper Lig. Anschließend wechselte er zum Zweitligisten Şanlıurfaspor. Im Januar 2017 zog er zum Drittligisten Kastamonuspor 1966 weiter. 2017/2018 hatte er eine letzte Station in der Bölgesel Amatör Lig.

## Erfolge
Balıkesirspor
- Vizemeister der TFF 1. Lig und Aufstieg in die Süper Lig: 2013/14

Kardemir Karabükspor
- Vizemeister der TFF 1. Lig und Aufstieg in die Süper Lig: 2015/16